# John van Kesteren
Pour les articles homonymes, voir Van Kesteren.
 (octobre 2024).
La mise en forme du texte ne suit pas les recommandations de Wikipédia : il faut le « wikifier ».
Les points d'amélioration suivants sont les cas les plus fréquents. Le détail des points à revoir est peut-être précisé sur la page de discussion.
- Les titres sont pré-formatés par le logiciel. Ils ne sont ni en capitales, ni en gras.
- Le texte ne doit pas être écrit en capitales (les noms de famille non plus), ni en gras, ni en italique, ni en « petit »…
- Le gras n'est utilisé que pour surligner le titre de l'article dans l'introduction, une seule fois.
- L'italique est rarement utilisé : mots en langue étrangère, titres d'œuvres, noms de bateaux, etc.
- Les citations ne sont pas en italique mais en corps de texte normal. Elles sont entourées par des guillemets français : « et ».
- Les listes à puces sont à éviter, des paragraphes rédigés étant largement préférés. Les tableaux sont à réserver à la présentation de données structurées (résultats, etc.).
- Les appels de note de bas de page (petits chiffres en exposant, introduits par l'outil «  Source ») sont à placer entre la fin de phrase et le point final[comme ça].
- Les liens internes (vers d'autres articles de Wikipédia) sont à choisir avec parcimonie. Créez des liens vers des articles approfondissant le sujet. Les termes génériques sans rapport avec le sujet sont à éviter, ainsi que les répétitions de liens vers un même terme.
- Les liens externes sont à placer uniquement dans une section « Liens externes », à la fin de l'article. Ces liens sont à choisir avec parcimonie suivant les règles définies. Si un lien sert de source à l'article, son insertion dans le texte est à faire par les notes de bas de page.
- La présentation des références doit suivre les conventions bibliographiques. Il est recommandé d'utiliser les modèles {{Ouvrage}}, {{Chapitre}}, {{Article}}, {{Lien web}} et/ou {{Bibliographie}}. Le mode d'édition visuel peut mettre en forme automatiquement les références.
- Insérer une infobox (cadre d'informations à droite) n'est pas obligatoire pour parachever la mise en page.

Pour une aide détaillée, merci de consulter Aide:Wikification.
Si vous pensez que ces points ont été résolus, vous pouvez retirer ce bandeau et améliorer la mise en forme d'un autre article.
John van Kesteren (4 mai 1921 à La Haye – 11 juillet 2008 à Jupiter, Floride) est un ténor d'opéra néerlandais.

## Biographie
John Van Kesteren commence sa vie professionnelle au sein de la société télégraphique néerlandaise comme spécialiste des télex. Sa toute première apparition en tant que chanteur amateur a lieu en 1942 avec une compagnie d'opérette à Apeldoorn dans Les Cloches de Corneville. Pendant la Seconde Guerre mondiale, il fait quelques apparitions dans cinq opérettes françaises et allemandes. À partir de 1946, il étudie au Conservatoire royal de La Haye avec la basse Willem Ravelli. Il étudie ensuite avec le professeur Lothar Wallerstein de l'Opéra national de Vienne.
Il fait ses débuts à l'opéra en 1947 à Scheveningen, aux Pays-Bas, avec l'ensemble de l'Opéra national de Vienne dans le rôle du chanteur italien dans Der Rosenkavalier. En 1949, le chef d'orchestre Erich Kleiber lui demande d'auditionner pour les rôles du jeune marin et de Melot dans Tristan et Isolde de Wagner,en vue d'une production à Amsterdam, dans une mise en scène de Lothar Wallerstein, avec Kirsten Flagstad, Max Lorenz et Hans Hotter. En 1947, sa carrière de concertiste débute en Suisse dans la Missa Solemnis de Beethoven sous la direction de Charles Münch.
Après avoir terminé ses études avec Nadia Boulanger à Paris et Vera Schwarz à Salzbourg, Van Kesteren est invité en 1954 au Komische Oper de Berlin pour chanter Nurreddin dans Le Barbier de Bagdad de Cornelius sous la direction de Walter Felsenstein et pour chanter le rôle-titre lors de la première représentation en Allemagne de Le comte Ory de Rossini sous la direction de Carl Ebert au Stadtische Oper en 1956. En 1959, il s'installe à Munich à l'invitation du Théâtre national allemand et du Théâtre am Gartnerplaz, où il reste dix-sept ans, chantant 33 opéras et opérettes.
Ténor lyrique doté d'une tessiture remarquablement étendue dans l'aigu, il se spécialise dans le répertoire du XVIIIe et du XIXe siècle, notamment Platée de Jean-Philippe Rameau, Le Comte Ory de Gioachino Rossini et Chapelou dans Le Postillon de Longjumeau d'Adolphe Adam, ainsi que dans des œuvres du XXe siècle, allant des rôles dans les opéras de Richard Strauss et Carmina Burana de Carl Orff à Lou Salome de Giuseppe Sinopoli. Carl Orff, qui devient plus tard un ami proche, écrit à des personnes partout dans le monde qui prévoyaient de jouer Carmina Burana en disant que John van Kesteren est son « cygne rôti » préféré (dans cette oeuvre, le ténor ne chante que quelques minutes, un air qui raconte l'histoire d'un cygne qui finit rôti sur le plat d'une auberge). Il interprète également ce rôle dans le film primé de la cantate avec Hermann Prey, Lucia Popp, le réalisateur Jean-Pierre Ponnelle et le chef d'orchestre Kurt Eichhorn.
Au cours de ses dernières années, Van Kesteren se spécialise dans les rôles de caractère, ainsi que dans un large répertoire de concert qui comprend des centaines d'apparitions en tant qu'évangéliste dans la Passion selon saint Matthieu de Bach. À la suggestion de Benjamin Britten et du chef d'orchestre Herbert von Karajan, il chante lors de la première représentation allemande du War Requiem de Britten avec l'Orchestre philharmonique de Berlin.
En 1974, Van Kesteren est officiellement invité à relancer les liens culturels entre les Pays-Bas et l'Indonésie, en présentant des concerts et des programmes de radio et de télévision. Il donne des concerts et des opéras, entre autres à Londres, Tokyo, Melbourne, Rome, Berlin, Paris, Oslo. Le gouvernement bavarois l'a nommé Kammersänger. Il est également fait officier de l'ordre de la Maison royale néerlandaise d'Orange-Nassau et le gouvernement allemand lui a décerné la Bundesverdienstkreuz de première classe.
Jusqu'à sa mort en 2008, John van Kesteren vit à Jupiter, en Floride, avec sa femme Louise. Il continue à chanter jusqu'à ses 80 ans. La dernière représentation publique de van Kesteren est un récital en solo pour l'inauguration du Helen K. Persson Recital Hall de l'Université Palm Beach Atlantic en 2000.